# Kelter

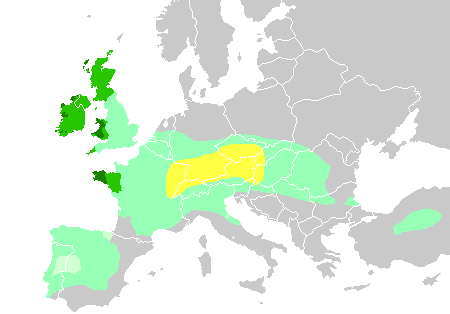
Utbredningen av keltiska folk, enligt den traditionella åsikten: gult kärnområdet,ljusgrönt maximala spridningsområdet, mörkare grönt områden som talade keltiska språk under medeltiden, mörkast grönt dagens språkområde.

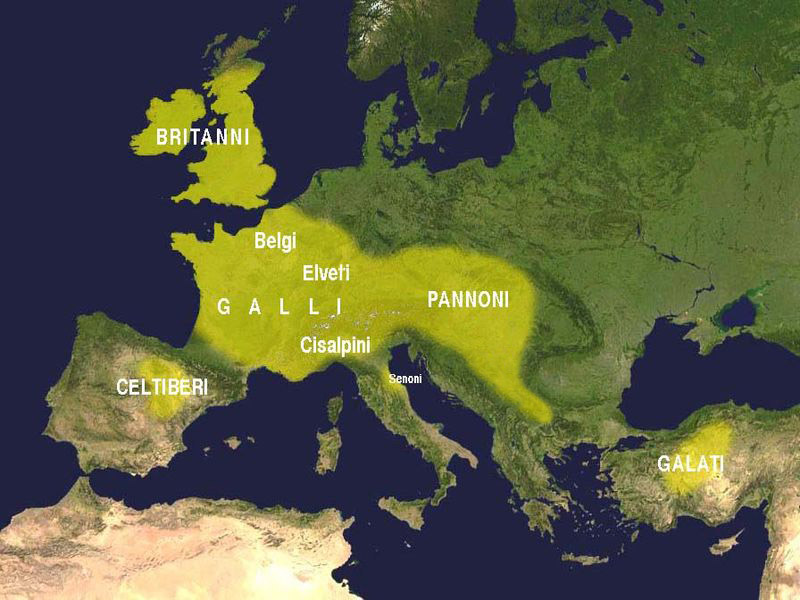
Utbredning av keltisk kultur.

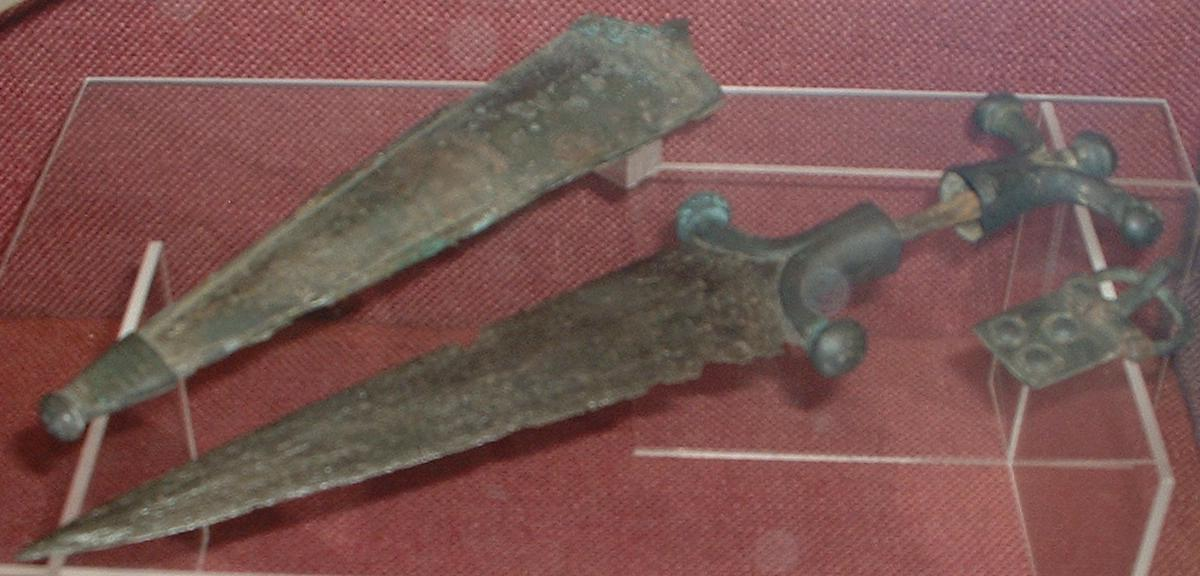
Keltisk dolk.

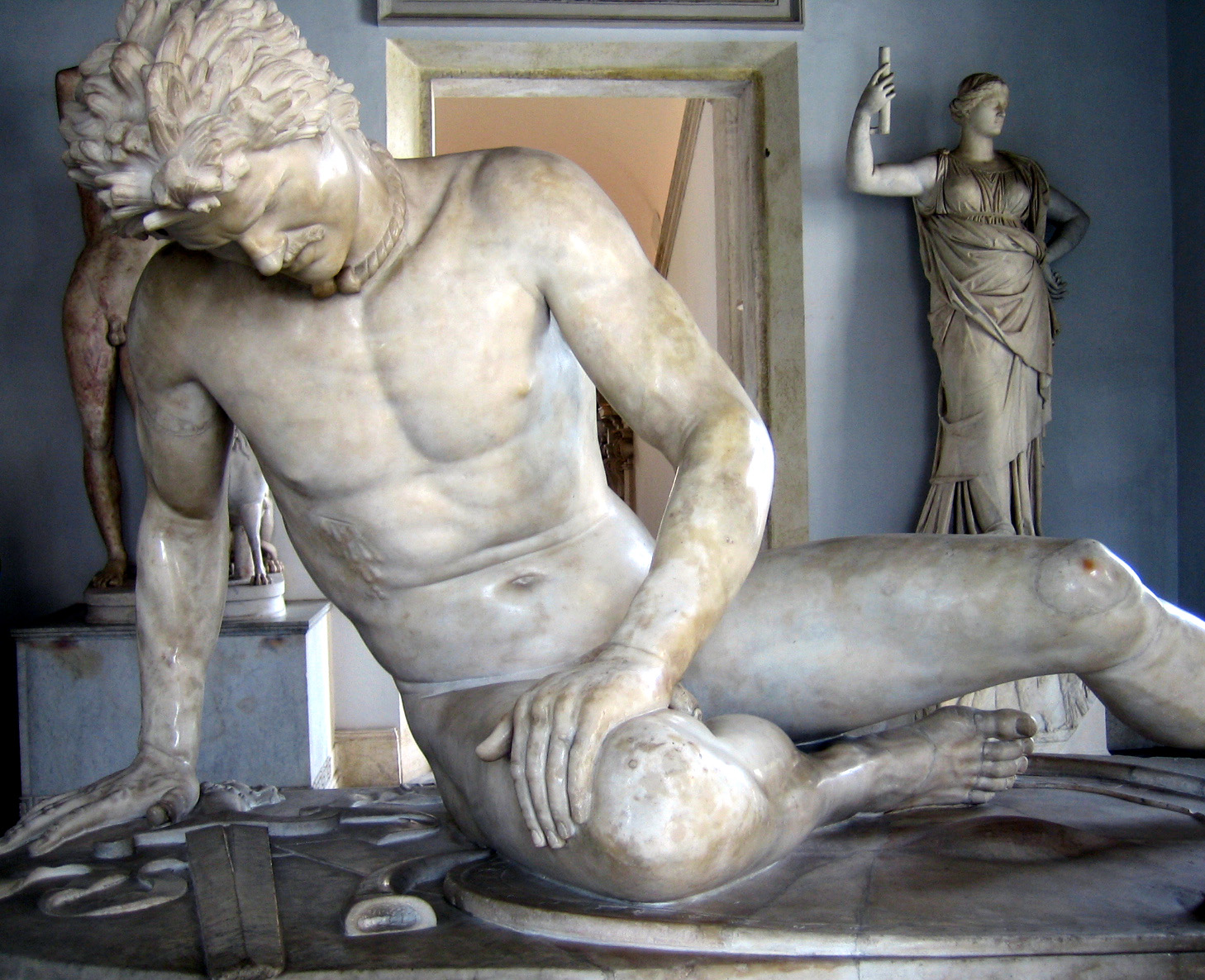
Döende gallern en romersk staty.

Kelter är en i historiskt och arkeologiskt syfte använd benämning på flera besläktade folkstammar av indoeuropeiskt ursprung med utbredning över större delen av nordvästra Europa, samt delar av den Iberiska halvön, Balkan, och Mindre Asien kring årtusendet före Kristus och framåt. Kelterna utvecklade en högtstående kultur som, tillsammans med den grekiska och romerska, utgjorde grunden till den tidiga medeltiden i Europa.
Det keltiska kulturella arvet återfinns idag främst hos etniska grupper i de keltiska nationerna (Irland, i Wales, Skottland, Bretagne och Cornwall).

## Namn och terminologi

### Antika
Den första kända användningen av namnet 'kelter' – som Κελτοί (Keltoi) på forntida grekiska – gjordes av den grekiska geografen Hekataios från Miletos 517 f.Kr., när han skrev om ett folk som bodde nära Massilia (nuvarande Marseille), i södra Gallien. Under det femte århundradet f.Kr. skrev Herodotos om Keltoi att de bodde vid Donaus källa längst västerut i Europa.  Keltois etymologi är oklar. Möjliga rötter inkluderar indoeuropeiska *kjel 'att gömma sig' (ses även i fornirländska ceilid), *kjel 'att värma' eller *kel 'att förmå'. Ordet kan komma från det keltiska språket. Lingvisten Kim McCone stöder denna uppfattning: han anför att Kelt- finns i namnen på flera forntida galler som Celtillus, far till Vercingetorix. Han föreslår att det betydde folket eller ättlingarna till "den dolda" och noterar att gallerna hävdade härkomst från en underjordisk gud (enligt Caesars Commentarii de Bello Gallico) och kopplar den till den germanska Hel.  Andra ser det som ett namn som grekerna skapade. Till de senare hör lingvisten Patrizia de Bernardo Stempel, som föreslår att det betydde "de långa".
Under det första århundradet f.Kr. rapporterade Julius Caesar att gallerna kallade sig "kelter", latin: Celtae, på sitt eget språk.  Således, oavsett om det gavs till dem av andra eller inte, användes det av kelterna själva. Den grekiske geografen Strabon, som skrev om Gallien mot slutet av det första århundradet f.Kr., hänvisar till rasen som nu kallas både gallisk och galatisk, även om han också använder Celtica som ett annat namn för Gallien. Han rapporterar om keltiska folk i Iberien också och kallar dem Celtiberi och Celtici.  Plinius den äldre noterade användningen av Celtici i Lusitania som ett stamnamn, vilket epigrafiska fynd har bekräftat.
Ett latinskt namn för gallerna, Galli (pl.), kan komma från ett keltiskt namn, kanske inlånat till latin under den keltiska invasionen av Italien från början av femte århundradet f.Kr. Dess rot kan vara det proto-keltiska ordet *galno, vilket betyder kraft, styrka (varifrån gammal-irländskans gal "djärvhet, grymhet", walesiska gallu att kunna, makt kommer). Det grekiska namnet Γαλάται (Galatai, latiniserat Galatae) har troligen samma ursprung, men betecknar de galler som invaderade sydöstra Europa och sedan bosatte sig i Galatien.  Suffixet -atai kan vara en grekisk böjning. Lingvisten Kim McCone föreslår att det kommer från Protokeltiskans *galatis (vildsint, rasande) och ursprungligen inte var ett namn på folket utan ett namn för unga krigarband. Han skriver Om gallernas första inverkan på Medelhavsvärlden främst var en militär som vanligtvis involverar hårda unga * galatīs, skulle det ha varit naturligt för grekerna att tillämpa detta namn för den typ av Keltoi som de vanligtvis stötte på.
Klassiska författare kallade inte invånarna i Storbritannien och Irland Κελτοί (Keltoi) eller Celtae och vissa forskare använder inte termen för invånarna under järnåldern på dessa öar. Men de talade keltiska språk, delade andra kulturella drag och den romerska historikern Tacitus säger att britterna liknade gallerna i seder och religion.

### Moderna
Kelt är ett modernt engelskt ord, som först användes 1707 i Edward Lhuyds skrift Archaeologia Britannica; An account of the languages, histories, and customs of the original inhabitants of Great Britain., som publicerades i slutet av sjuttonhundratalet och gav akademisk uppmärksamhet åt språken och historien hos de tidiga keltiska invånarna i Storbritannien.
Keltiska hänvisar till en språkfamilj och betyder mer allmänt "av kelterna" eller "i kelternas stil". Flera arkeologiska kulturer anses keltiska, baserade på unika uppsättningar artefakter. Kopplingen mellan språk och artefakt stöds av närvaron av inskriptioner.  Den moderna idén om en keltisk kulturell identitet eller "kelticitet" fokuserar på likheter mellan språk, konstverk och klassiska texter och ibland också materiella artefakter, social organisation, hemland och mytologi.Tidigare teorier ansåg att dessa likheter tyder på ett gemensamt ursprung för de olika keltiska folken, men nyare teorier hävdar att de återspeglar ett gemensamt kulturellt och språkligt arv mer än ett genetiskt. Keltiska kulturer verkar ha varit olika, med användningen av ett keltiskt språk som det viktigaste de hade gemensamt. 
Idag hänvisar termen keltisk i allmänhet till språken och kulturerna i Irland, Skottland, Wales, Cornwall, Isle of Man och Bretagne; även kallade de keltiska nationerna. Det här är de regioner där keltiska språk fortfarande talas i viss utsträckning. De fyra språken är moden iriska, skotsk gaeliska, kymriska och bretonska; plus två nyligen återupplivade, korniska (ett brittiskt språk) och Manx (ett goideliskt språk). Det finns också försök att rekonstruera kumbriska, ett brittiskt språk i norra Storbritannien. Keltiska regioner på det europeiska fastlandet är de vars invånare hävdar ett keltiskt arv, men där inget keltiskt språk överlevt. Dessa omfattar västra Iberien, dvs. Portugal och norra centrala Spanien (Galicien, Asturien, Kantabrien, Kastilien och León, Extremadura).
Kontinentala kelter var det keltisktalande folken på det europeiska fastlandet och insulära eller ökelter är de keltisktalande folken på de brittiska och irländska öarna och deras ättlingar. Kelterna i Bretagne hämtar sitt språk från migrerande insulära kelter från Storbritannien och därför kallas de ökelter.

## Klassificering
Idag anser den arkeologiska vetenskapen att det är osäkert hur väl sammanhållen den keltiska kulturen verkligen var, och ifall det existerade en kulturell gemenskap mellan de folk som i antika grekiska och romerska texter kallas för kelter eller om detta är en modern efterhandskonstruktion.

## Argumenten mot keltisk enhet
Det existerar en rad olika kända stammar med egna namn som av en eller annan anledning inordnats i den keltiska kulturen av historieskrivare under antiken. Greker och romare kallade inledningsvis alla folkslag i Europa norr om Alperna för kelter och alla folk norr om Balkan och Svarta Havet för skyter.
Grekerna och de tidiga romerska författarna skilde alltså till exempel inte mellan kelter och germaner. Poseidonios av Apemia (levde 2:a–1:a århundradena f.Kr.) är den förste som kallar folken som bor norr om Rhen för germaner och detta begrepp övertas sedan av bland andra Julius Caesar.
En av kritikerna till begreppet "kelter" är Simon James vid British Museum i boken The Atlantic Celts - Ancient People Or Modern Invention?. Han menar att begreppet Kelt är ett konstruerat begrepp från 1800-talet  och inte har några rötter i den forntida kulturen. Han menar vidare att föreställningen om att kelterna invaderade de brittiska öarna är felaktig och att arkeologiska belägg saknas för detta. Invånarna på de brittiska öarna  var inte en keltisk nation eller ett folk som hade invaderat öarna. De hade bara svaga etniska förbindelser till kelterna på det europeiska fastlandet. Det förhistoriska samhället och dess förändringar har av arkeologer ofta förklarats med invasioner från utlandet. Detta grundas i att primitiva samhällen skulle vara oföränderliga i sig själva. De arkeologiska lämningarna från järnålderns Storbritannien har inte så stora likheter med de keltiska områdena på kontinenten. Han argumenterar också mot de saxiska invasionerna på 5:e och 6:e århundradet e.Kr. Han menar att föreställningar om en nationell etnisk identitet började först som ett svar på vikingarnas invasioner på niohundratalet och att befolkningen trots detta förblev i stort sett opåverkade av nationalismen. Ett av hans huvudsakliga argument är att kelt är ett modernt begrepp, se vidare Pan-kelticism.

## Möjlig invasion av Atlantöarna
Traditionellt menade forskningen att kelterna invaderade Atlantöarna. Man grundade detta på identiska stamnamn i Storbritannien och på europeiska fastlandet. Moderna språkstudier har visat att de inhemska språken i Storbritannien och iriska är nära besläktade med de förhistoriska gallernas språk. Artefakter hittade i England och på Irland visar på förbindelser till den kontinentala keltiska världen. Alla tre områdena har den karakteristiska "La Tène-konsten" med böjda linjer och stiliserade ansikten av människor och djur. Tonvikten av fynd är också vapen, fästningar och krigföring i alla tre områdena. Historiska dokument visar på religiösa likheter. Dessa likheter mellan folken på Atlantöarna och på det galliska fastlandet har gjort att de förhistoriska britterna och irländarna traditionellt har betraktats som kelter. De arkeologiska fynden har tolkats som att kelterna anlände till öarna i flera vågor av invandringar under främst järnåldern.
Under 1900-talets slut tolkade forskare inte längre de arkeologiska fynden som bevis på en keltisk invasion av Atlantöarna. De såg fynden som bevis för kontakt mellan samhällen i Storbritannien och de kontinentala kelterna. Med ny teknik har nya typer av arkeologiska data samlats in. Nya data har gett en ny förståelse för järnåldern. Hade keltiska invandrare ersatt den inhemska befolkningen på Atlantöarna under järnåldern, skulle fynden ha sett annorlunda ut. Fynden skulle ha visat på relikter (kvarlevor) som haft stora likheter med fynd från de områden i Tyskland och Frankrike, som anses vara det ursprungliga keltiska hemlandet.
Bevis i form av jordbrukstekniker skulle också ha överförts av invandrare, liksom religiösa ritualer och kulturella seder i hemlandet på fastlandet, såsom begravningsritualer. De rektangulära hustyperna som är väl kända från kontinenten saknas helt på öarna. Spår av denna typ har hittats på andra platser där historiska texter berättar om keltiska invasioner, men de är okända i Storbritannien och på Irland. Men forskningen visar på att folket på de brittiska öarna har haft flitiga kontakter med kelterna på fastlandet. Typer av föremål som svärd, delar av vagnar och smycken och öarnas konstnärliga stil från yngre halvan av järnåldern har stora likheter med fastlandets kelter i Europa, men de är inte identiska. Tolkningar från slutet av 1900-talet av dessa skillnader menar att befolkningen på öarna troligen inte invandrat från fastlandet, utan att befolkningen är den ursprungliga befolkningen från bronsåldern på de brittiska öarna. Människorna på de brittiska öarna hade kontakter under järnåldern med kelterna från Gallien och med tiden har deras kultur blandats med likheter som följd.

## Keltisk mytologi

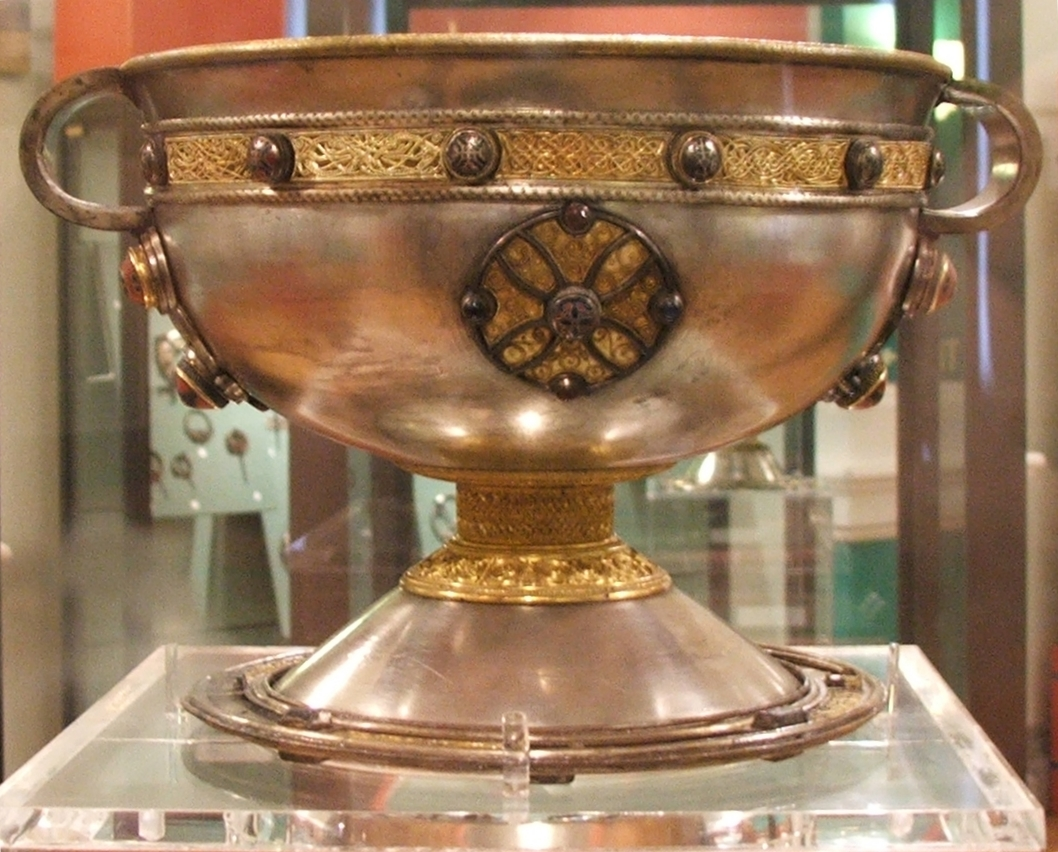
Ardagh chalice i silver är en del av Ardagh depån, en depå med metallfynd från 700–800-talet hittad 1868 på Irland.

När den keltiska kulturen nådde sin största utsträckning bodde keltiska stammar i större delen av Väst- och Centraleuropa, men de var varken politiskt förenade eller hade ett gemensamt centrum för ett enhetligt kulturellt inflytande. Resultat var mångfald var stor variation i trosutövningen, även om guden Lugh (Lugus latin) förekommer i hela den keltiska världen om blir senare en irisk sagohjälte.
Platsen dit de döda kom kallades Tir inna beo (De levandes land, beo = levande), ett paradis där sjukdom och ålderdom inte existerade, där musik strömmade upp ur marken och mat och dryck dök upp i magiska kärl. Detta land fanns överallt: i havet, under jord, i grottor, skogar och sjöar. Guden Lugh plockade upp sitt svärd Frecraid (= The Answerer) där.
Keltiska gudar bodde på platser med andliga upplevelser: lundar eller dolda sjöar i heliga skogar. Offer är kända från Sequana (källan till Seine), Llyn Cerrig Bach på Anglesey, Segais-brunnen vid källan till Boyne och källan vid Carrawburgh vid Hadrianus mur, som var en helig plats för gudinnan Coventina. Mer än fyra hundra namn är kända för keltiska gudar, och en gud kan stå för allt heligt. Vissa djur var heliga, såsom oxar (till och med avbildade med tre horn), rådjur, vildsvin, hästar, harar och gäss, medan mänskliga huvuden representerade en djupt andlig symbolik med en viktig plats i keltiska myter och bilder. Allt detta förknippas idag med kelter; men om kelterna härstammade från kulturerna som uppförde Stonehenge och andra megalitiska monument längs Atlantkusten är mera osäkert. Tusentals år skilde kelternas troslära från den megalitiska kulturarvet.

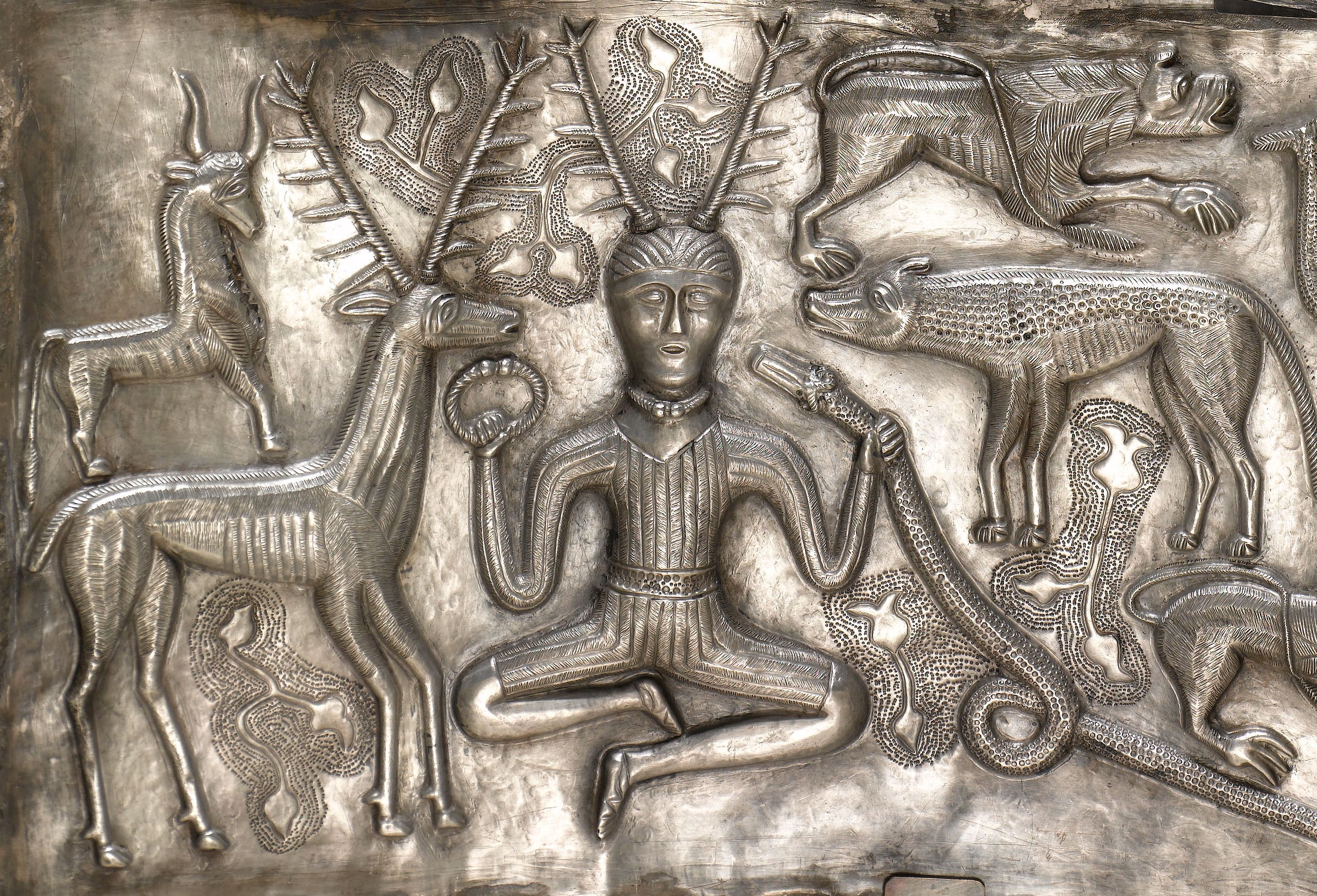
Guden Cernunnos med horn avbildad på Gundestrupkitteln.

Åskguden kallades Taranis. Benämningen är språkligt släkt med den germanska guden Tor. Marcus Annæus Lucanus nämner Taranis som en av de tre gudarna som kelterna offrade människor till. Cernunnos (= den behornade) är det vanliga namnet på en figur med horn, djurens härskare, avbildad på Gundestrupkitteln. Hans namn har bevarats på endast ett ställe känt idag, den ”Pilier des Nautes” från 100-talet e.Kr som hittades under Notre Dame 1711.
De flesta keltiska gudar verkar ha varit genii locorum, lokala gudar eller stamgudar, och endast ett fåtal av gudarna dyrkades över större områden. Från det bevarade källmaterialet om keltisk mytologi kan man se större likheter över skilda områden, som tyder på mer enhet i den keltiska gudarnas värld än man tidigare trott.

## Kelterna idag

### Argumenten för keltisk enhet

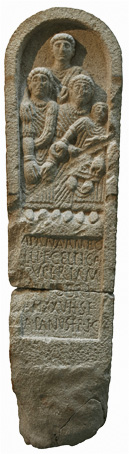
Keltisk-Latinsk stele från Galicien. Gravsten över Apana Ambolli, en kvinna av Celtici Supertamarici, från Miobri (hillfort).i Galicia.

Man kan alltså inte ta för givet att det verkligen finns något som verkligen svarar mot begreppet kelter under antiken. Det finns dock en del tecken som tyder på att de stammar vi vet existerade hade en välutvecklad sammanhållning och medvetenhet om en kulturell gemenskap mellan stammarna. Till exempel är de språkliga likheterna mellan vitt skilda delar av utbredningsområdet påtagliga. Eusebius Hieronymus identifierade på 300-talet att folket som bodde i Galatien i Mindre Asien talade samma keltiska dialekt som han hört talas av treverer, en keltisk stam boende i området kring dagens Trier, i Tyskland.
Det existerar få bevarade skriftliga källor från kelterna själva, utom från senare irländska och walesiska författare. Den iriska keltiska skriften, Ogam, har bevarats enbart i form av korta och ofta fragmentariska textavsnitt. Studiet av keltisktalande gruppers utbredning får ske genom ortnamn, personnamn och inskrifter som ibland kan vara svåra att datera.
Det finns däremot bevis för utvecklade långväga handelsförbindelser med rikliga arkeologiska fynd. Särskilt fynden av likartade kultföremål och stora stilistiska likheter i ornamentering av föremål antyder en kulturell gemenskap. Det faktum att citatet från Caesar och även andra källor visar att i alla fall en del kelter verkligen kallade sig själv för kelter, talar alltså för uppfattningen att det fanns en keltisk kulturell identitet. Kelterna har varit uppdelade på många olika stammar och folk, men dessa verkar delvis ha varit medvetna om sin kulturella enhet.

## Olika teorier om kelternas ursprung

### Urnefält-Hallstatt teorin

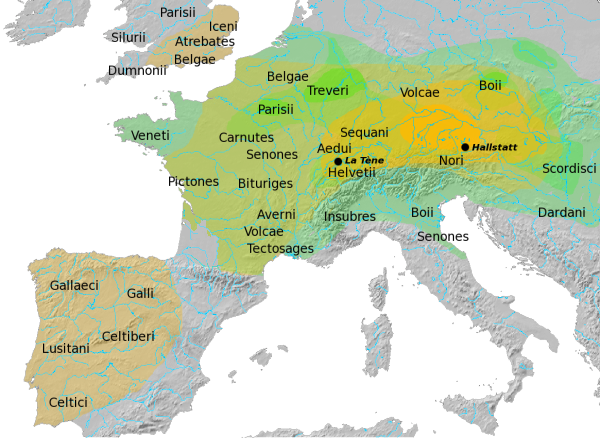
Karta över Hallstatt och Latènekulturen.

Den vanliga uppfattningen under större delen av nittonhundratalet är att kelterna och det proto-keltiska språket uppstod ur urnefältskulturen i Centraleuropa omkring 1000 f.Kr. och spred sig västerut och söderut under de följande hundra åren.  Urnefältskulturen var framträdande i Centraleuropa under slutet av bronsåldern, cirka 1100 f.Kr. till 700 f.Kr. Spridningen av järntillverkningen ledde till att Hallstattkulturen (cirka 800 till 500 f.Kr.) utvecklades ur urnefältskulturen i en bred region norr om Alperna. Hallstattkulturen utvecklades till Latenekulturen från cirka 450 f.Kr. Latènekulturen kom att identifieras med keltisk konst.
1846 grävde Johann Georg Ramsauer de första gravarna på ett gammalt gravfält med utmärkande gravgods i Hallstatt, Österrike.Begravningarna daterades till ungefär den tid då kelter nämns nära Donau av Herodotos, drog Ramsauer slutsatsen att gravarna var keltiska.  Liknande platser och artefakter hittades över ett stort område, som fick namnet Hallstattkulturen. 1857 upptäcktes den arkeologiska boplatsen La Tène i Schweiz.  Den stora mängden av artefakter från La Tene hade utmärkande stil. Föremål av samma La Tene stil hittades på andra håll i Europa, ofta på platser där så kallade kelter var kända för att ha bott och tidiga keltiska språk kunde verifieras. La Tene-kulturen associerades med kelterna. Forskare på 1870-talet började betrakta  La Tène fynd som kelternas arkeologiska uttryck.  Detta kulturområde invaderades av det romerska riket, men spår av La Tène-stil fanns kvar i gallo-romerska artefakter.

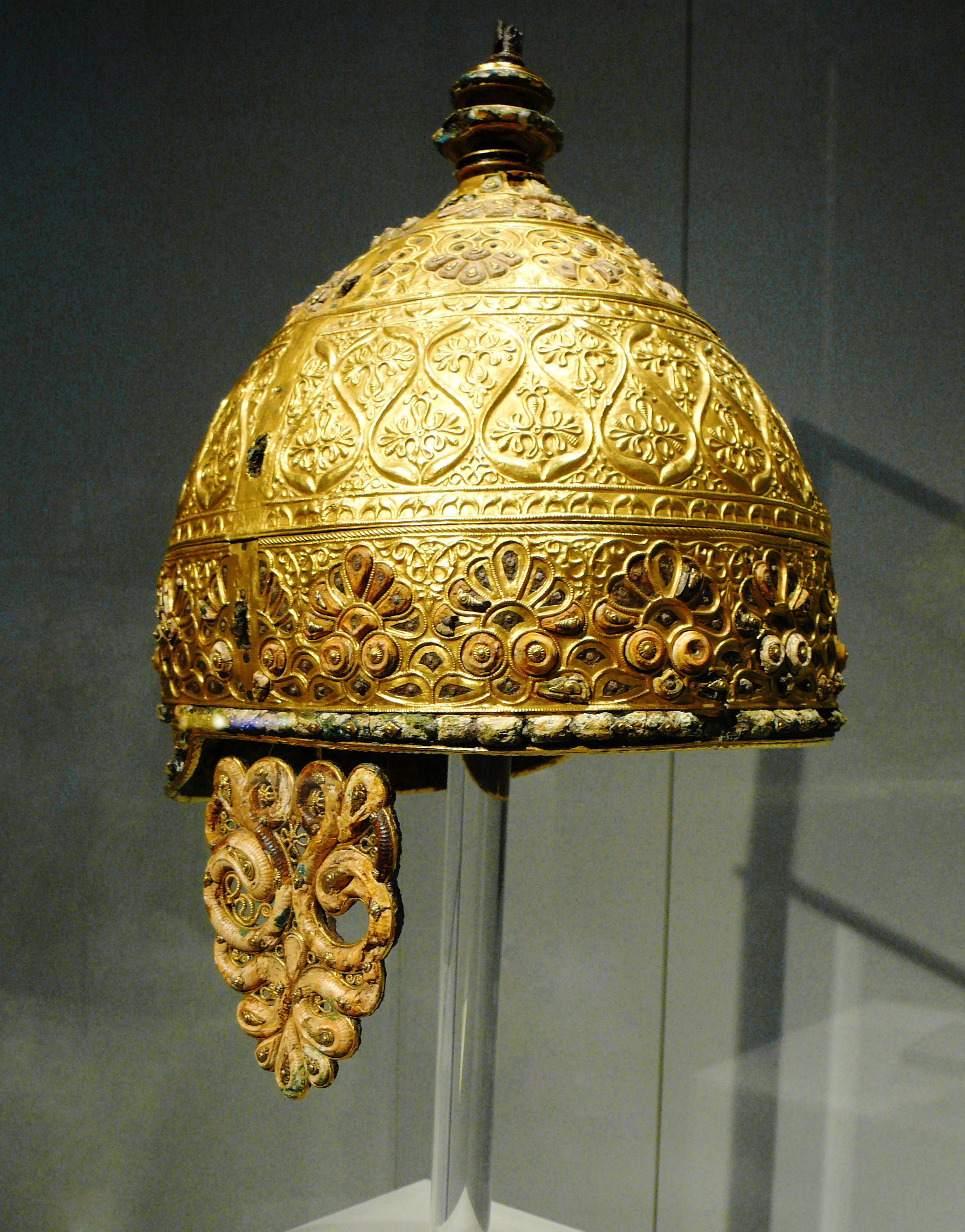
Ceremoniell hjälm i La Tene stil, den så kallade Agrishjälmen, från 350 f.Kr, Angoulême city Museum i Frankrike.

Urnefält-Hallstatt teorin började utmanas under det senare nittonhundratalet. Då accepterades att de äldsta kända keltiska språkinskriptionerna var de  Lepontiska från sjätte århundradet f.Kr. och sedan de keltoiberiska från andra århundradet f.Kr. Dessa hittades i norra Italien och Iberien, och inget av områdena var en del av Hallstatt- eller Latenekulturerna vid den tiden. Urnefält-Hallstatt teorin baserades delvis på forntida grekisk-romerska skrifter, såsom Herodotos, som placerade kelterna vid Donaus källa. Stephen Oppenheimer visade att Herodotos tycktes tro att Donau rann upp nära Pyrenéerna, vilket skulle placera de gamla kelterna i en region som är mer överens med senare klassiska författare och historiker (dvs. i Gallien och Iberien).  
Teorin baserades också delvis på överflödet av inskriptioner med keltiska personnamn i östra Hallstattregionen (Noricum). Patrick Sims-Williams noterar dock att dessa dateras till den senare romerska eran och säger att de belägger bara en relativt sen bosättning av en keltisktalande elit. 

### Kelter från den Atlantiska kusten

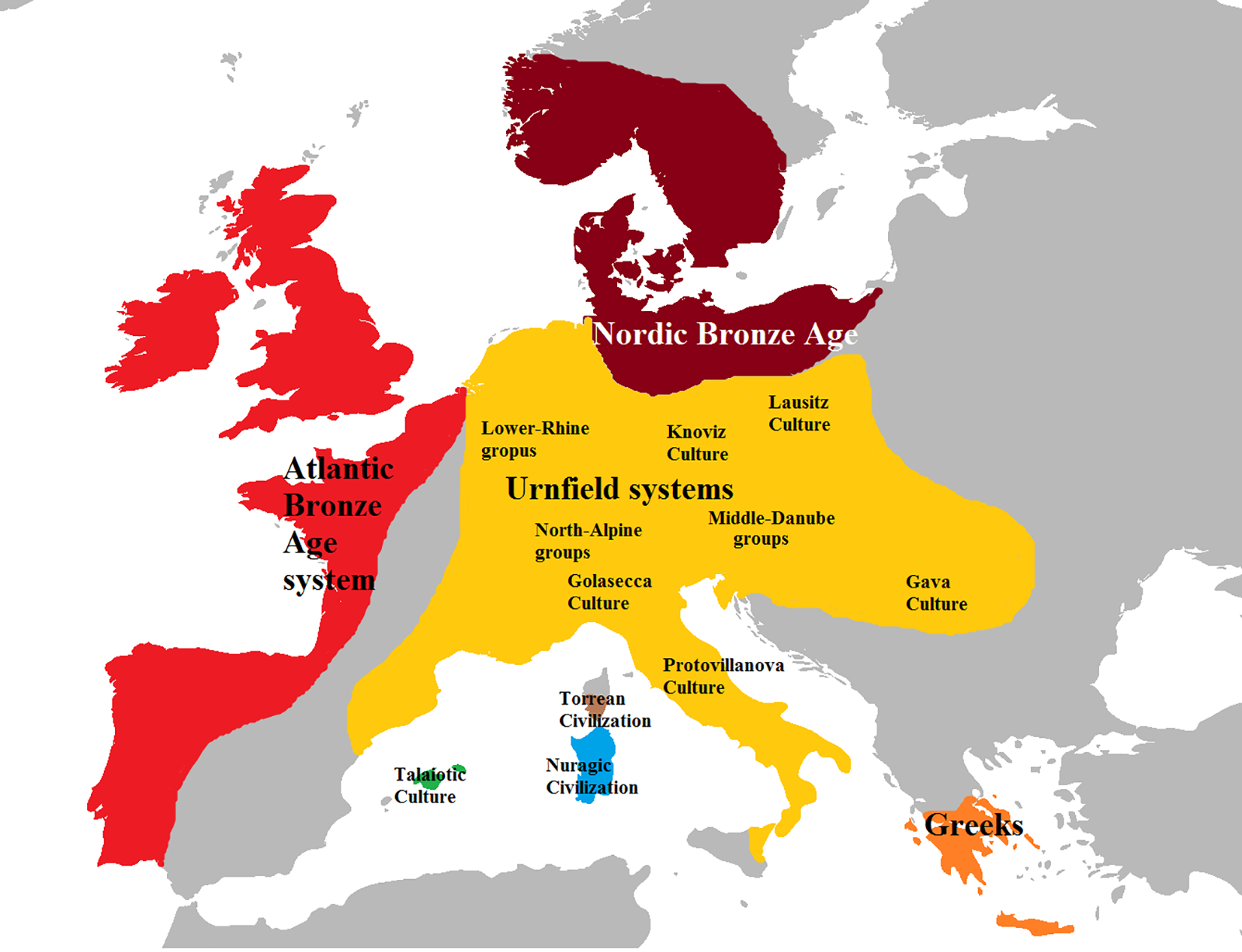
Karta över Europa under Bronsåldern, visar det atlantiska nätverket i rött

I slutet av 1900-hundratalet började Urnefält-Hallstatt teorin kritiseras av vissa forskare, vilket grundades i nya arkeologiska fynd. Med kelter började man mena grupper som talade keltiska språk snarare än en kultur eller etnisk grupp.  En ny teori föreslog att keltiska språk uppstod tidigare, längs Atlantkusten inklusive Storbritannien, Irland, Armorica och Iberia, långt innan bevis på keltisk kultur finns i arkeologin. Myles Dillon och  Nora Kershaw Chadwick menade att keltisk bosättning på de brittiska öarna kan dateras till Klockbägarkulturen under koppar- och bronsåldern (från cirka 2750 f.Kr.).  Martín Almagro Gorbea föreslog 2001 också att keltiska uppstod under 3:e årtusendet f.Kr. Spridningen av klockbägarkulturen förklarade kelternas stora spridning i hela Västeuropa, liksom variationen hos de keltiska folken.  Med ett tvärvetenskapligt tillvägagångssätt granskade Alberto J. Lorrio och Gonzalo Ruiz Zapatero och byggde sedan vidare på Almagro Gorbeas arbete för att presentera en modell för ursprunget till keltiska grupper på Iberiska halvön och föreslog en omprövning av betydelsen av  ordet keltisk. 
John T. Koch och Barry Cunliffe har utvecklat denna teori om kelternas ursprung från atlantkusten. De menar att det proto-keltiska språket uppstod längs Atlantkusten och var lingua franca för det atlantiska nätverket under bronsåldern, som senare spred sig inåt landet och österut. Senare föreslog Cunliffe att proto-keltiska hade uppstått i Atlantzonen ännu tidigare, cirka 3000 f.Kr., och spridit sig österut med Klockbägarkulturen under det följande årtusendet. Hans teori bygger nu delvis på glottokronologi, spridningen av gamla keltiska ortnamn och tesen att det tartessiska språket var ett keltiskt språk. Förslaget att Tartessian var ett keltiskt språk avvisas allmänt av lingvister. De flesta anser att det är oklassificerat. 

### Kelternas ursprung från Gallien
Keltologen Patrick Sims-Williams konstaterade 2020 i An Alternative to Celtic from the East and Celtic from the West att i nuvarande tid är kelter främst en språklig etikett. I sin teori hävdar han att det protokeltiska språket inte har sitt ursprung i Centraleuropa eller vid Atlanten, utan istället mellan dessa två regioner. Han föreslår att det uppstod som en egen indoeuropeisk dialekt under det andra årtusendet f.Kr. Ursprungsplatsen var förmodligen någonstans i dåvarande Gallien, nu centrala Frankrike. Språket spred sig i olika riktningar och med olika hastigheter under det första årtusendet f.Kr.  Sims-Williams menar att detta gör att den problematiska och inte så troliga  idén, att keltiska talades över ett stort område under mycket lång tid, men ändå undvek stora dialektala splittringar, och det placerar keltiska ganska nära Italien, vilket passar med uppfattningen att italiska och keltiska var nära besläktade.

### Lingvistiska källor
Urkeltiska språket (Protokeltiska) dateras vanligen till sen bronsålder. De tidigaste bevarade spåren av keltiska språk är de Lepontiska inskrifterna i Gallia Cisdalpina (Norra Italien),varav de äldsta är äldre än La Tene-perioden. Andra tidiga inskriptioner från tidig La Tene-tid i området runt Marseille, är skrivna på galliska som skrevs med det grekiska alfabetet till den romerska erövringen. Keltoiberiska inskrifter som använder sin egen skrift kommer senare omkring 200 f.Kr. Lämningar av ö-keltiska språk finns först från omkring 400 e Kr. i form av primitiva iriska Ogham-inskriptioner. Förutom epigrafiska källor är information om tidiga keltiska ortsnamn viktiga i språkstudiet och för historiska studier av kelternas utbredning.

### Genetiska källor
Arnaiz-Villena et al. (2017) visade att keltiskt relaterade populationer vid den europeiska Atlantkusten (Orkneyöarna, skotska, irländska, britter, bretoner, basker, galicier) delade ett gemensamt HLA-system.
Annan genetisk forskning stöder inte att dessa olika populationer är genetiskt besläktade utöver det faktum att de alla är västeuropéer. Tidiga europeiska bönder bosatte Storbritannien (och hela Nordeuropa) under den yngre stenåldern; Men nyare genetisk forskning har funnit att mellan 2400 och 2000 f.Kr. ersattes över 90 % av brittiskt DNA av DNA från den europeiska stäppbefolkningen vars migration förde stäppbefolkninsgens DNA bland annat R1b-haplogruppen till västra Europa. Modern autosomal genetisk klustring är ett bevis på detta faktum, eftersom både brittiska och irländska prover från både modern befolkning och järnåldern befolkning genetiskt står mycket nära andra nordeuropéer. Detta gäller i mindre utsträckning galicier, basker eller populationer från södra Frankrike. Sådana fynd har till stor del ersatt teorin om att det finns en betydande genetisk koppling mellan de atlantiska befolkningarna (utöver att vara västeuropéer) det vill säga mellan de olika keltiska folken i det atlantiska området.

### Arkeologiska källor
Uppfattningen att Hallstatt- och La Tène-kulturerna inte bara kunde ses som kronologiska perioder utan som kulturgrupper, som består av människor av samma etnicitet och språk, utvecklades i slutet av 1800-talet. I början av 1900-talet hade Gordon Childe, vars teori var påverkad av Gustaf Kossinnas skrifter, uppfattningen att dessa kulturgrupper skulle i rasmässiga eller etniska termer. Allt eftersom 1900-talet fortskred blev den etniska tolkningen av La Tène-kulturen starkare förankrad, och alla fynd av La Tène-kulturen och ofta även flatmarksgravfält i Mellaneuropa kopplades till kelterna och det keltiska språket.
I olika akademiska ämnen framställdes kelterna som ett centraleuropeiskt järnålderskultur, främst inom kulturerna Hallstatt och La Tène. Arkeologiska fynd från Halstatt- och La Tène-kulturen var närmast frånvarande i Iberia, sydvästra Frankrike, samt norra och västra Storbritannien, södra Irland och Galatien. Dessa keltiska områden hade inga bevis för en kultur som den i Centraleuropa. Det är  svårt att hävda att de iberiska kelternas ursprung kan kopplas till dessa kulturer eller den föregående Urnfield-kulturen. Detta har resulterat i en teori med protokelter och en process av spridande sav keltiskt språk med ursprungliga rötter i bronsålderns klockbägarekultur.
La Tène-kulturen utvecklades och blomstrade under den sena järnåldern (från 450 f.Kr. till den romerska erövringen under första århundradet f.Kr.) i östra Frankrike, Schweiz, Österrike, sydvästra Tyskland, Tjeckien, Slovakien och Ungern. Den utvecklades ur Hallstatt-kulturen utan något avbrott. Drivkraften var ett stort inflytande från medelhavsområdets grekiska och senare etruskiska civilisationer. Kulturens centrala bosättningar flyttade under 300-talet. Den västra La Tène-kulturen motsvarar det historiska keltiska Gallien. Om detta innebär att hela La Tène-kulturen kan beskrivas som ett enat keltiskt folk är svårt att bedöma. Arkeologer har flera gånger kunnat konstatera att språk och materiell kultur inte nödvändigtvis löper parallellt. Frey noterar att på 400-talet var inte begravningssederna i den keltiska världen enhetliga, snarare hade lokala grupper sina egna övertygelser, vilket, som en konsekvens, också gav upphov till distinkta konstnärliga uttryck. Även om La Tène-kulturen förvisso är förknippad med gallerna, kan fynd av La Tène-artefakter bero på kulturell kontakt med varuutbyte och innebär inte alltid att keltiska talades i området. 

## Kelterna och den antika världen

### Keltidska invasioner i Medelhavsområdet
Omkring 390 f. Kr. plundrades Rom av keltiska stammar, men de blev besegrade och drevs till andra sidan av Apenninerna och bosatte sig i Podalen, som romarna sedan benämnde Gallia Cisalpina, dvs Gallien på denna sidan av Alperna. Detta område har de äldsta lämningarna av keltiska språk i de Lepontiska inskrifterna, Vandrande keltiska grupper möjligen med inslag av germaner och andra folk invaderade Balkanhalvön, och år 279 f.Kr angrep de Delfi. Kelterna blev senare besegrade och drabbades av stora förluster, men delar av de keltiska angriparna fortsatte sin vandring in i det nuvarande Turkiet, där de bosatte omkring platsen för det nuvarande Ankara det forntida Galatien. Andra grupper av kelter flyttade sannolikt mot nordväst i Europa från Centraleuropa, även om det inte är dokumenterat i historiska källor. Romersk källor ger belägg för en bosättning av keltiberer i Spanien, och på den Iberiska halvön finns också inskrifter med spår av olika keltiske dialekter. Det förklaras som ett resultat av tidliga, inte registrerade, keltiska invasioner av den äldre forskningen medan teorin om kelter från väst ser detta som den keltiska kulturens kärnområde. 

### Historiska antika källor

Världskarta enligt Herodotus.

Den grekiske historikern Ephorus av Cyme i Mindre Asien, som skrev på 300-talet f.Kr., trodde att kelterna kom från öarna utanför Rhens mynning och drevs bort från sina hem av frekvensen av krig och den våldsamma uppgången av havet. Polybius publicerade i sin historia om Rom omkring 150 f.Kr. där han beskriver galler i Italien och deras konflikt med Rom. Pausanias på 200-talet e.Kr. skriver att gallerna ursprungligen kallades kelter och att de bor i den mest avlägsna regionen av Europa vid kusten av ett enormt tidvattenhav. Poseidonios beskrev de södra gallerna omkring 100 f.Kr. Även om hans ursprungliga verk är förlorat, använde senare författare som Strabon det. Strabon som skrev i början av 1:a århundradet e.Kr. om Storbritannien och Gallien samt Hispana, Italien och Galatien. Caesar skrev mycket om kelterna i sina skildringar av de galliska krigen 58–51 f.Kr. Diodorus Siculus skrev om kelterna i Gallien och Storbritannien i sin historia. Diodorus Siculus och Strabon antyder båda att hjärtat av folket som de kallar kelter fanns i södra Gallien. Före upptäckterna vid Hallstatt och La Tène ansågs det allmänt att det keltiska centrumet var i södra Gallien.

## Romarnas inflytande på de keltiska kulturerna
Under de sista tre århundradena f. Kr. erövrade det romerska riket långsamt de keltiska områdena på det europeiska fastlandet, med undantag för områden norr om Rhen och Donau. Dessa områden övertogs senare av germanerna. På de flesta ställen överlevde det keltiska språket inte romaniseringen, och i dessa områden kom befolkningen att tala dialekter av latin som föregår de romanska språk vi känner idag.
I Storbritannien ockuperade romarna ett territorium som idag är England och Wales. Det keltiska språket och kulturen förlorades bara i den östra delen av Storbritannien, medan den västra delen behöll sitt ursprungliga språk. På norra delen av ön, framför allt i de skotska högländerna, fortsatte självständigheten och det romerska inflytandet var litet. Irland invaderades aldrig men blev tidigt kristnat och den keltiska kulturen formades av mötet med den kristna religionen. 

## Romanisering

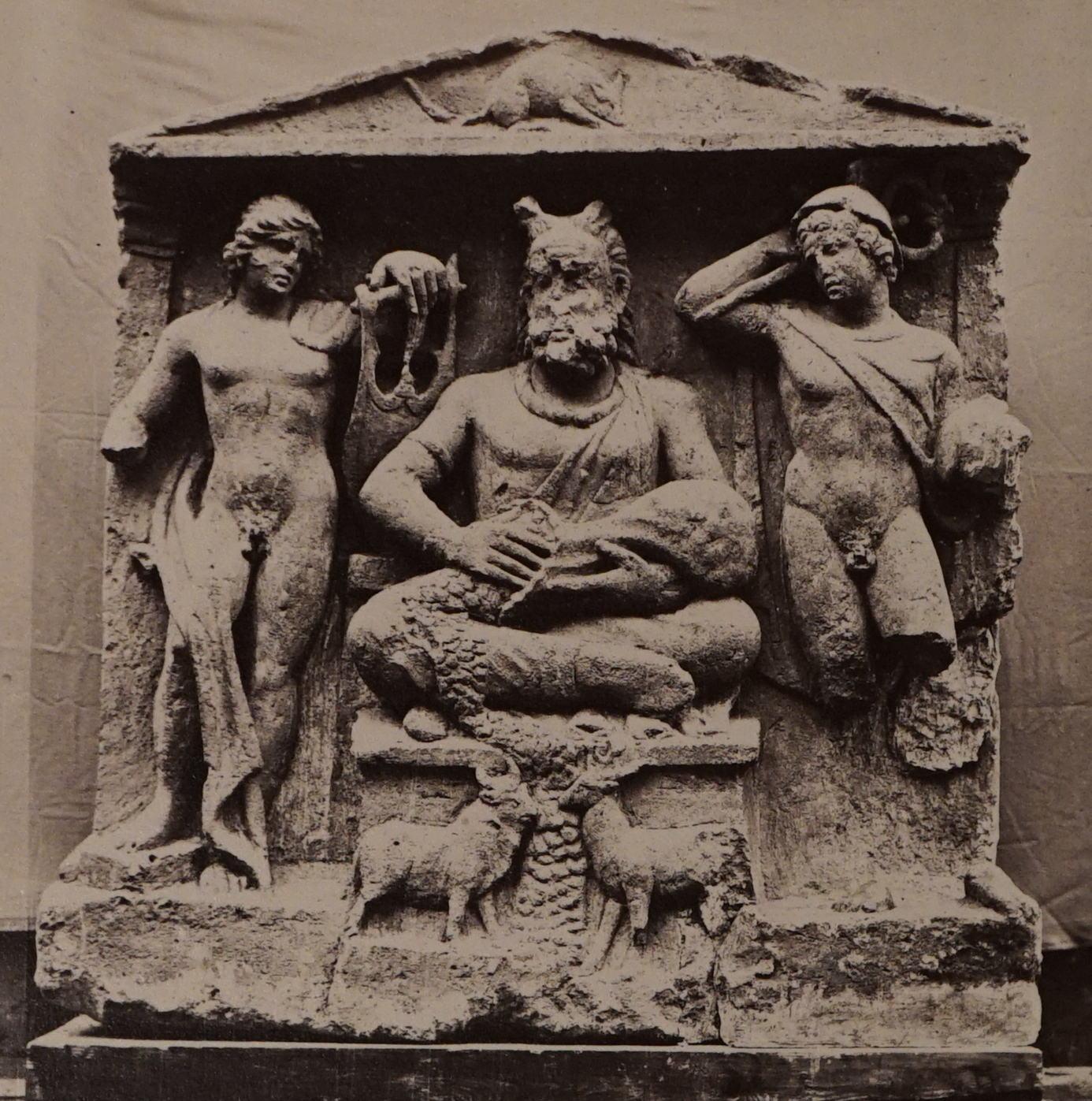
Gallo-Romersk skulptur av den keltiska guden Cernunnos (i mitten), flankerad av de romerska gudarna Apollo och Mercurius.

Under Caesar erövrade romarna det keltisk Gallien och från Claudius behärskade det romerska imperiet även största delen av Britannien. Den romerska provinsförvaltningen i dessa områden avspeglade tidigare stamområden och arkeologiska fynd talar för att den infödda befolkningens deltagande i de lokala i den regionala förvaltningen.
De erövrade folken under romerskt välde blev romaniserade och tog till sig romerska seder och traditioner. Keltisk konst hade redan tidigare tagit till sig klassiska influenser, och bevarade galloromerska föremål har klassisk prägel eller håller fast vid äldre tradition trots att de har mindre romerska drag.
Det romerska styret över Gallien, och i mindre utsträckning över Britannien, ledde fram till en romersk-keltisk synkretism. På kontinenten ledde utvecklingen till ett skifte av språk till vulgärlatin medan kelterna på öarna behöll sitt språk.
Det fanns också kulturella influenser från den galliska befolkningen till den romerska, särskilt på det militära området och framför allt vad gäller kunskaper om hästar. Gallerna tjänstgjorde ofta i det romerska kavalleriet. Romarna började använda det keltiska ryttarsvärdet, spatan, och Epona, den keltiska hästgudinnan.

## Atlantöarna efter den romerska tiden
När det romerska rikets nedgång började på 3:e århundradet e. Kr. uppstod en ny grupp, pikterna, i högländerna. De var ett hot mot den romerska fronten från norra sidan, medan en irländsk grupp, skoter plundrade västkusten och de germanska anglerna och saxare plundrade östkusten. På 400-talet e.Kr. föll det romerskt styrda Storbritannien, och anglosaxarna invaderade området och bosatte sig i öster och bildade grunden för ett germanskspråkigt England. De inhemska brittiska grupperna, som de kallade walesiska, tvingades längre västerut till det som senare blev Wales och Cornwall. Irländska skoter bosatte sig på västkusten, som så småningom tog sitt namn från dem och blev Scotia. Irländarna tog slavar i sina räder som fördes till Irland. En av dessa slavar var Saint Patrick, som var en av missionärerna som kristnade Irland 300-talet och 400-talet. Några av britterna som bodde i sydvästra Storbritannien flyttade över till Armorica (nu Bretagne) i västra Gallien samtidigt som Gallien blev det frankiska riket på 500- och 600-talen. Armorica hade varit en del av den romerska provinsen Gallia Lugdunensis, men till skillnad från resten av Gallien blev området aldrig helt romaniserat. Området kallades då Bretagne, och britterna, senare kallade bretoner, kristnade områdets invånare.

### Tidigmedeltida keltiska kulturer på atlantkusten
Bretagne blev ett självständigt kungarike på 900-talet, men på 1000-talet blev det ett hertigdömen i Frankrike, och när den centraliserade kungamakten växte sig stark på 1500-talet avtog Bretagnes självständighet. Politiskt absorberades Bretagne av Frankrike1532. Under de följande århundradena blev franska alltmer utbredd i den östra delen av Bretagne på bekostnad av det tidigare keltiska språket. I Skottland dominerade gaelisktalande kungar i norra och sydvästra delen av landet. Angler dominerade i sydost, där skottar, en germansk dialekt närbesläktad med fornengelska, talades. Gradvis ledde krig mellan de olika mindre kungadömena 843 till enandet av ett rike som idag är Skottland. Under 800 och 900-talen attackerade vikingarna Atlantöarna, men de vikingar som bosatte på öarna assimilerades till stor del.
Efter den normandiska erövringen av England 1066 följde erövringen av Wales, som hade varit under ökande engelskt inflytande från 900-talet. Henrik III av England förenade Wales politiskt med England mellan 1236 och 1243. Mycket av den ursprungliga walesiska kulturen försvann under dessa år. Erövringen innebar också normandiskt inflytande i Skottland och på Irland, med Henrik II som invaderade landet på 1100-talet. Under hela 1300-talet lyckades anglonormanderna etablera sig fast i Irland, antingen genom att alliera sig med eller förtrycka de infödda klanerna. Från normandernas tillkomst gjordes försök att undertrycka keltisk kultur i större eller mindre utsträckning, och keltiska talades inte längre bland makthavarna.

## Samhället

### Klasser
Kelterna var i huvudsak bönder och innehade stora hjordar med bland annat hästar, får och kor, varför de mätte sin rikedom i boskap. Krigare, som räknades till den mäktiga överklassen, ägde det mesta av jorden och boskapen. Enligt folkets hierarki stod hantverkarna under krigarna. De keltiska hantverkarna var särskilt skickliga på att bygga transportfordon, vapen och andra krigstillbehör. Småbönder och slavar var det lägst rankade folket bland kelterna och de tog vanligtvis hand om boskapen och brukade jorden.
Hos kelterna på Storbritannien fanns det tre olika klasser som man kunde tillhöra. Den översta klassen var adelsklaner, konungar; till dem hörde också soldaterna, vars uppgift var att skydda riket. Sen kom druiderna, som var domare, lärare och, viktigast, medlare mellan kelterna och deras gudar. Längst ned kom det vanliga folket och slavar.

## Moderna kelter
Idag betraktar sig många av invånarna i Bretagne, Cornwall, Irland (inklusive Nordirland), Wales, Skottland och Isle of Man som kelter. Dessa är de keltiska nationerna. Se pan-kelticism för moderna keltiska rörelser.